# Heute
Heute («Hoy» en español) es un programa informativo alemán de la cadena alemana ZDF con las noticias de actualidad, el cual pueden incluir economía, ciencia, cultura, sociedad, deportes y clima. Es el principal noticiero de la ZDF y se emite diariamente.

## Descripción
Heute se centra en proporcionar informes y análisis sobre noticias nacionales e internacionales. El programa cubre una amplia gama de temas. El programa también proporciona información actualizada sobre eventos y acontecimientos relevantes que ocurren en Alemania y también en el resto del mundo. El programa brinda a los televidentes una visión general de las noticias más importantes del día además de que también presenta informes de campo, entrevistas con expertos y debates sobre temas de actualidad.
Además de su emisión regular, Heute también tiene una versión extendida llamada Heute Journal, que se transmite normalmente poco tiempo después del noticiero principal y se centra en análisis más profundos y en reportajes especiales. Además del programa principal Heute y su versión extendida Heute Journal, la ZDF también cuenta con Heute Journal update (estrenado principalmente cómo Heute Nacht y después Heute Plus (o Heute+), Heute in Deutschland y Heute in Europa.
Heute Journal update es una edición corta del noticiero Heute Journal. Se transmite generalmente en horarios específicos a lo largo del día y tiene una duración de solo 15 minutos.
Heute Xpress es una edición corta del noticiero en el cual muestra las noticias de forma muy resumida y tiene una duración de solo 5 minutos.
Heute in Deutschland es una edición del noticiero que emite solo las noticias principales de Alemania. Formato parecido tiene con Heute in Europa el cual este también explica noticias de Alemania pero sobre todo también de Europa. Ambos formatos tienen una duración aproximada de entre 10 a 15 minutos.
La edición principal de Heute se emite a las 19:00h.
En la primera edición de Heute, el director fundador de ZDF, Karl Holzamer, comienza el programa con un discurso televisado.